# تشارلي مانويل
تشارلي مانويل (بالإنجليزية: Charlie Manuel) هو لاعب كرة قاعدة أمريكي، ولد في 4 يناير 1944 في فيرجينيا الغربية في الولايات المتحدة.

## وصلات خارجية
- تشارلي مانويل على موقع دوري كرة القاعدة الرئيسي (الإنجليزية)
- تشارلي مانويل على موقع الدوري الياباني لكرة القاعدة (الإنجليزية)
- تشارلي مانويل على موقعبيزبول رفرنس.كوم (الدوري الرئيسي) (الإنجليزية)
- تشارلي مانويل على موقعبيزبول رفرنس.كوم (الدوري الثانوي) (الإنجليزية)
- تشارلي مانويل على موقع إي إس بي إن.كوم (أم.أل.بي) (الإنجليزية)
- تشارلي مانويل على موقع مشجعي الرسوم البيانية (الإنجليزية)
- تشارلي مانويل على موقع إن إن دي بي (الإنجليزية)